# باروری در هنر

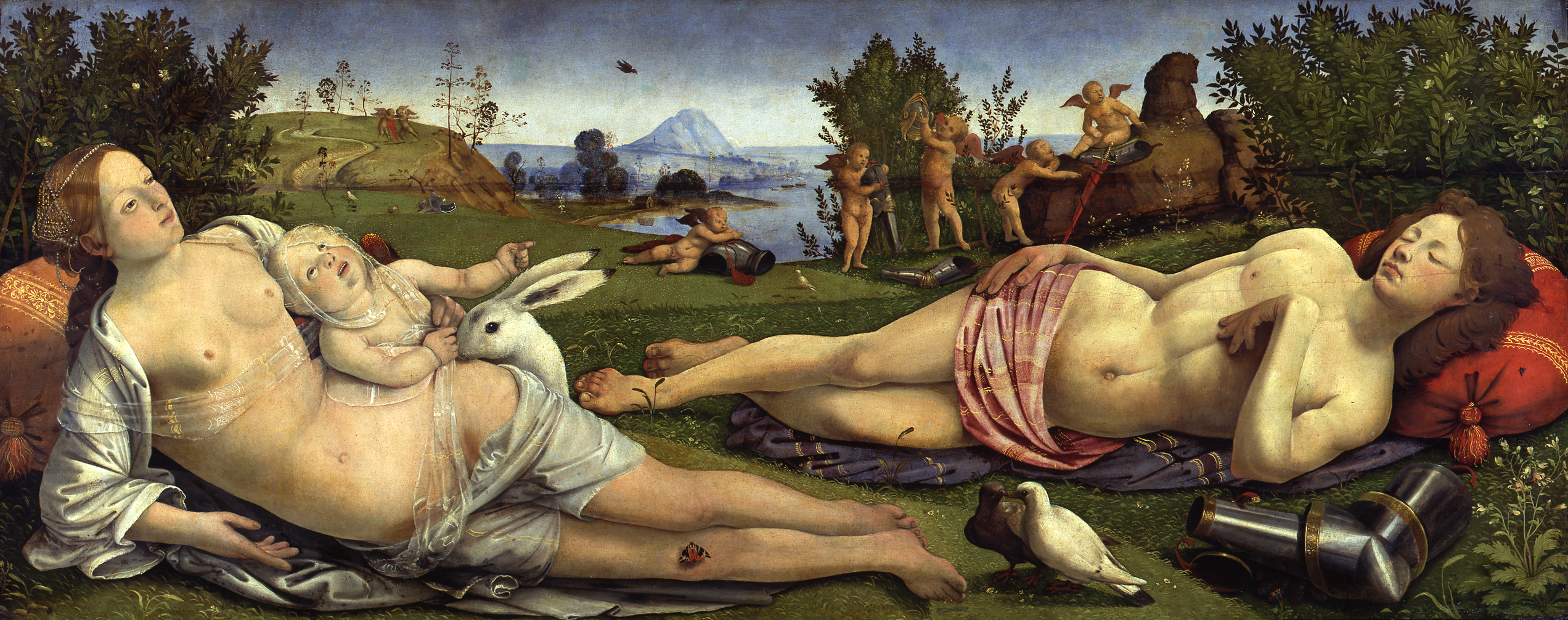
پیرو دی کوزیمو: زهره، مریخ و کوپید، کوپید (روی زهره دراز کشیده) به خرگوش سفید چسبیده است، نماد تولد و باروری

باروری در هنر به هر اثر هنری که باروری را نشان می‌دهد یا به تصویر می‌کشد، اطلاق می‌شود که معمولاً به پرورش موفق در میان انسان‌ها اشاره دارد، اگرچه ممکن است به معنای کشاورزی و دامپروری موفق نیز باشد. این شامل حکاکی، طراحی، نقاشی، مجسمه، پیکرک، پرتره و حتی آثار ادبی است. در هنر پارینه‌سنگی، باروری معمولاً با مجسمه‌هایی با بخش‌های اغراق‌آمیز کالبدشناختی انسان همراه است.
بسیاری از تمدن‌ها در تاریخ به خدایان باروری اعتقاد داشتند. در اسطوره کلاسیک، گایا (از نظر یونانیان) یا ترا (از نظر رومیان)، مظهر زمین، با باروری زنان مرتبط است. زنان اغلب با سینه رسیده، لگن بچه‌دار و بدن برهنه در برخی موارد به تصویر کشیده می‌شوند. در هنرهایی که باروری را به تصویر می‌کشند نیز، جانورانی که به‌طور پربار تولیدمثل می‌کنند دیده می‌شوند.